# 1371

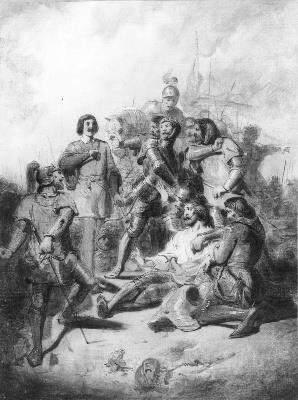
Eduard van Gelre wordt dodelijk getroffen in de Slag bij Baesweiler

Het jaar 1371 is het 71e jaar in de 14e eeuw volgens de christelijke jaartelling.

## Gebeurtenissen
- 28 april - Adolf van Nassau-Wiesbaden-Idstein wordt gekozen tot bisschop van Speyer.
- 22 augustus - Slag bij Baesweiler: Wenceslaus I van Luxemburg, als hertog van Brabant, wordt verslagen door Willem II van Gulik gesteund door Eduard van Gelre. Wenceslaus en Willem I van Namen worden gevangen genomen, Eduard sneuvelt.
- 8 september - Adolf van Nassau-Wiesbaden-Idstein wordt gewijd tot bisschop van Speyer.
- 21 september - Jan van Gent (her)trouwt met Constance van Castilië.
- 26 september - Slag aan de Marica: De Ottomanen onder Lala Şahin Paşa verslaan de Serviërs. Macedonië en delen van Griekenland komen onder Ottomaans gezag.
- 4 december - De dood van Reinoud III van Gelre leidt tot de Eerste Gelderse Successieoorlog uit tussen zijn zusters Mechteld en Maria.
- Door het uitsterven van de burggraven van Voorne, komt deze heerlijkheid rond Brielle bij het graafschap Holland.
- Het Kruisherenklooster van Sint Agatha wordt gesticht. (jaartal bij benadering)
- De bouc vanden ambachten wordt geschreven. (jaartal bij benadering)
- oudst bekende vermelding: Pieterburen

## Opvolging
- Augsburg - Johan I van Schadland als opvolger van Wouter II van Hochschlitz
- Bulgarije - Ivan Alexander opgevolgd door Ivan Sjisjman
- Gelre - Eduard opgevolgd door zijn broer Reinoud III
- Hohenlohe-Weikersheim - Crato III opgevolgd door Albrecht
- Japan (tegenkeizer van het noordelijke hof) - Go-Kogon opgevolgd door zijn zoon Go-En'yu
- Lan Xang - Fa Ngum opgevolgd door zijn zoon Phaya Samsenthai
- Ligny en Saint-Pol - Gwijde van Luxemburg-Ligny opgevolgd door zijn zoon Walram III
- Mainz - Gerlach van Nassau opgevolgd door Johan van Luxemburg-Ligny
- Naxos - Fiorenza Sanudo en haar echtgenoot Niccolò Spezzabanda opgevolgd door Niccolò III dalle Carceri
- Schotland - David II opgevolgd door zijn neef Robert II
- Nassau-Weilburg - Johan I opgevolgd door zijn zoon Filips I
- Servië - Stefan Uroš V opgevolgd door Lazar Hrebeljanović
- Utrecht - Jan van Virneburg opgevolgd door Arnold van Horne

## Afbeeldingen

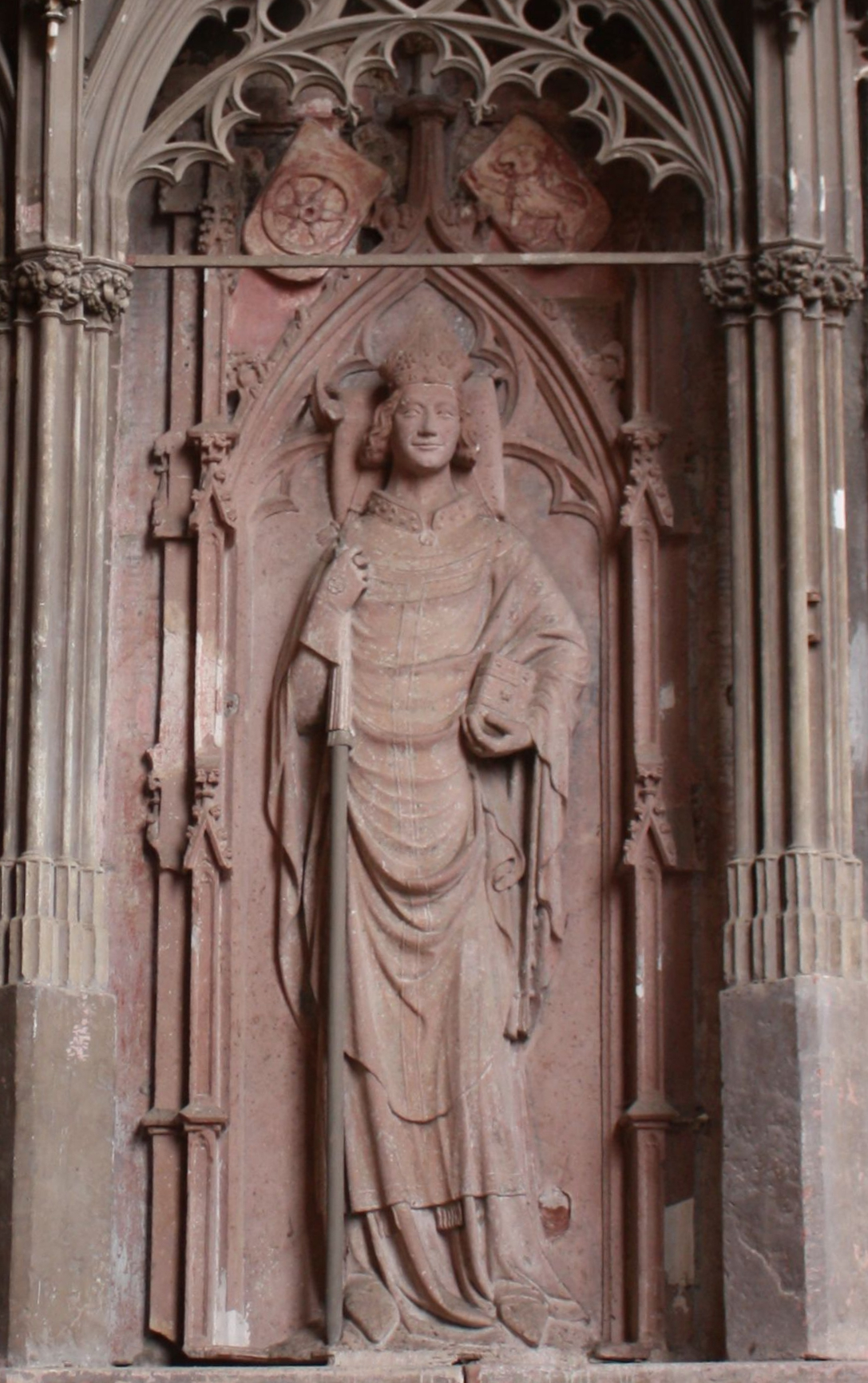
grafmonument voor Gerlach van Nassau

## Geboren
- 23 april - Willem II, markgraaf van Meißen
- 28 mei - Jan zonder Vrees, hertog van Bourgondië (1404-1419)
- 21 september - Frederik I, keurvorst van Brandenburg (1415-1440)
- 30 december - Vasili I, grootvorst van Moskou (1389-1425)
- Jean de Lastic, grootmeester van de Orde van Sint Jan
- Boudewijn van Swieten, Hollands staatsman (jaartal bij benadering)
- Isabella van Beieren, echtgenote van Karel VI van Frankrijk (jaartal bij benadering)
- Leopold IV van Habsburg, hertog van Oostenrijk (jaartal bij benadering)
- Maria, koningin van Hongarije (1382-1395) (jaartal bij benadering)
- Pierre Cauchon, bisschop van Beauvais (jaartal bij benadering)
- Zheng He, Chinees admiraal (jaartal bij benadering)

## Overleden
- 12 februari - Gerlach van Nassau (~48), aartsbisschop en keurvorst van Mainz (1346-1371)
- 22 februari - David II (46), koning van Schotland
- 23 juni - Jan van Virneburg, bisschop van Münster en (1364-1371) Utrecht
- 20 september - Johan I (~62), graaf van Nassau-Weilburg
- 22 augustus - Jan van Releghem (~41), Brabants edelman
- 24 augustus - Eduard (35), hertog van Gelre (1361-1371)
- augustus - Nicolaas I Hoen, Limburgs edelman
- 4 december - Reinoud III (38), hertog van Gelre (1343-1361, 1371)
- 4 december - Stefan Uroš V (~35), tsaar van Servië (1355-1371)
- Adelheid van Hessen (~47), echtgenote van Casimir III van Polen
- Johan I van Wittem (~61), Brabants edelman